# Rose de porcelaine
 (février 2021).
Si vous disposez d'ouvrages ou d'articles de référence ou si vous connaissez des sites web de qualité traitant du thème abordé ici, merci de compléter l'article en donnant les références utiles à sa vérifiabilité et en les liant à la section « Notes et références ».
Etlingera elatior
Pour les articles homonymes, voir rose.
Espèce
Classification phylogénétique
La Rose de porcelaine (Etlingera elatior) est une espèce de plantes à fleurs de la famille des Zingiberaceae, originaire de Malaisie. Elle est appelée ginger torch (« torche au gingembre ») dans les pays anglo-saxons et bastón de emperador (« bâton d'empereur ») dans les pays hispanophones.

## Description

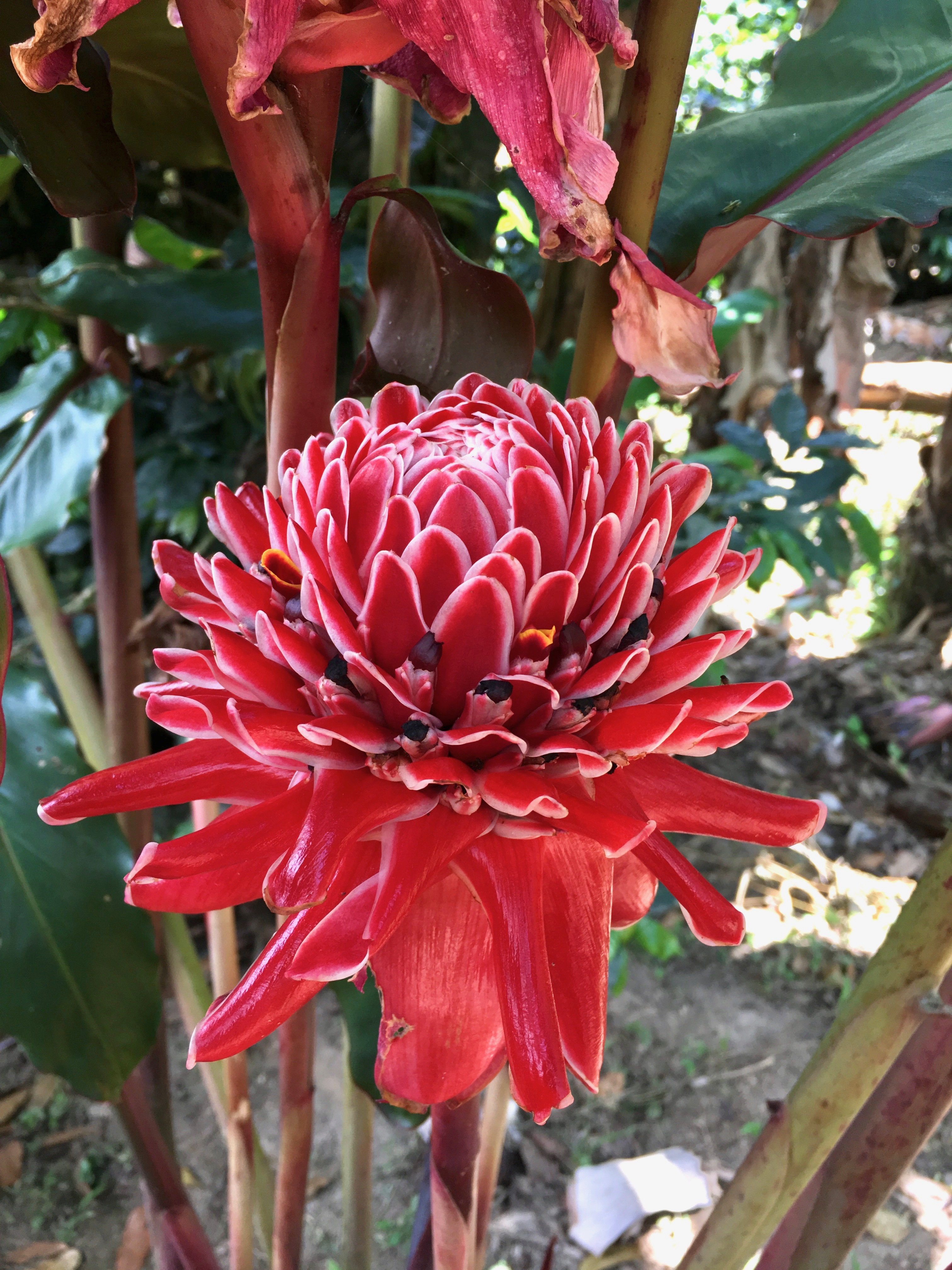
Photo d'une rose de porcelaine.

C'est une plante herbacée vivace haute d'origine tropicale. Les feuilles et tiges ressemblent à celles du gingembre, elles viennent par touffes. Feuilles et fleurs apparaissent sur des tiges séparées à partir de tubercules souterrains.

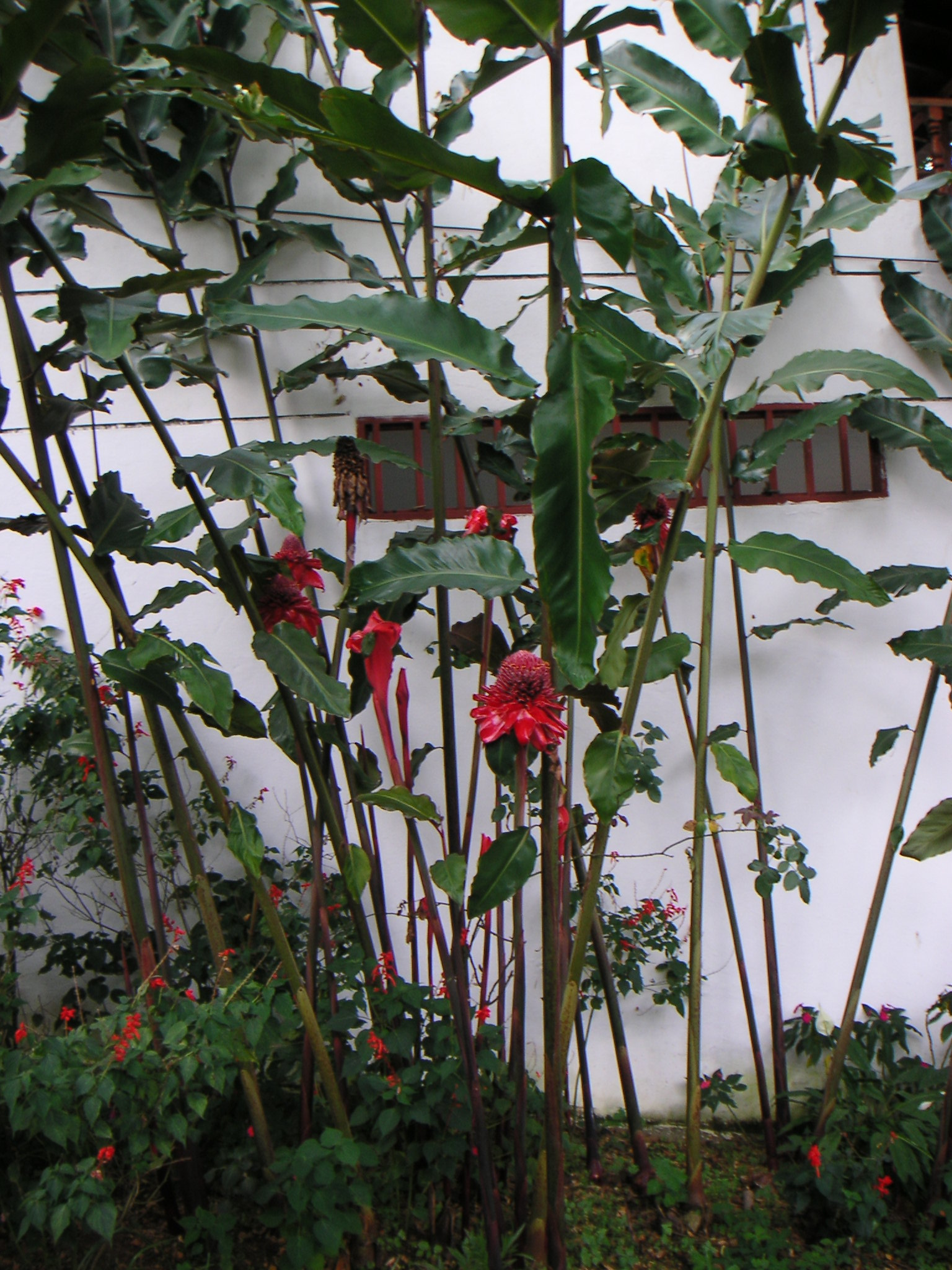

Les tiges couvertes de feuilles de couleur vert foncé peuvent atteindre de 2 à 6 mètres de hauteur selon les régions. La feuille distique à longue gaine foliaire peut mesurer jusqu'à 85 cm de long et 18 cm de large.
Les fleurs en inflorescences se trouvent sur des pousses généralement sans feuilles qui peuvent atteindre 1,5 m de haut. La fleur est l'une des plus spectaculaires des espèces tropicales, car on la croit artificielle au premier regard tant elle est cireuse et semble parfaite. Les variétés les plus courantes sont de couleur rouge vif, une autre porte des fleurs roses. Quand sort un bourgeon, un parfum surprenant s'en échappe.

## Habitat et culture
Originaire d'Asie du Sud-Est, cette plante demande un sol riche, irrigué et protégé des vents forts.

## Composition, propriétés
Dans des feuilles de E. elatior, trois acides caffeoylquiniques ont été isolés, dont l'acide chlorogénique (CGA) et trois flavonoïdes, la quercitrine, l'isoquercitrine et la catéchine. La teneur en CGA était significativement plus élevée que dans les fleurs de Lonicera japonica (chèvrefeuille japonais), la source commerciale principale. Un protocole de production d'un extrait standardisé d'herbes CGA provenant de feuilles d'E. elatior concentré à 40 % a été développé, le CGA commercial des extraits de fleurs de chèvrefeuille a une concentration typique de seulement 25 %.
Les feuilles d’E. elatior ont une activité d'inhibition antioxydante, antibactérienne et tyrosinase la plus élevée parmi les cinq espèces d'Etlingera étudiées.
Les propriétés antioxydantes (PAO) des feuilles étaient significativement plus fortes que celles des fleurs et des rhizomes. Les feuilles des populations des hautes terres présentaient des valeurs de PAO plus élevées que leurs homologues des basses terres. Le séchage thermique des feuilles provoque des baisses drastiques de la PAO, tandis que les feuilles lyophilisées présentent des valeurs de PAO significativement plus élevées.
Les extraits éthanoliques des inflorescences ont une activité antimicrobienne et sont cytotoxiques pour les cellules HeLa. L'activité antioxydante des diarylheptanoïdes isolés à partir des rhizomes est supérieure à celle de l' α-tocophérol.
E. elatior a un effet antioxydant contre l'hépatotoxicité induite par le plomb chez le rat.

## Utilisations
Les fleurs rose flamboyant se conservent pendant plusieurs jours et sont utilisées dans des arrangements floraux.

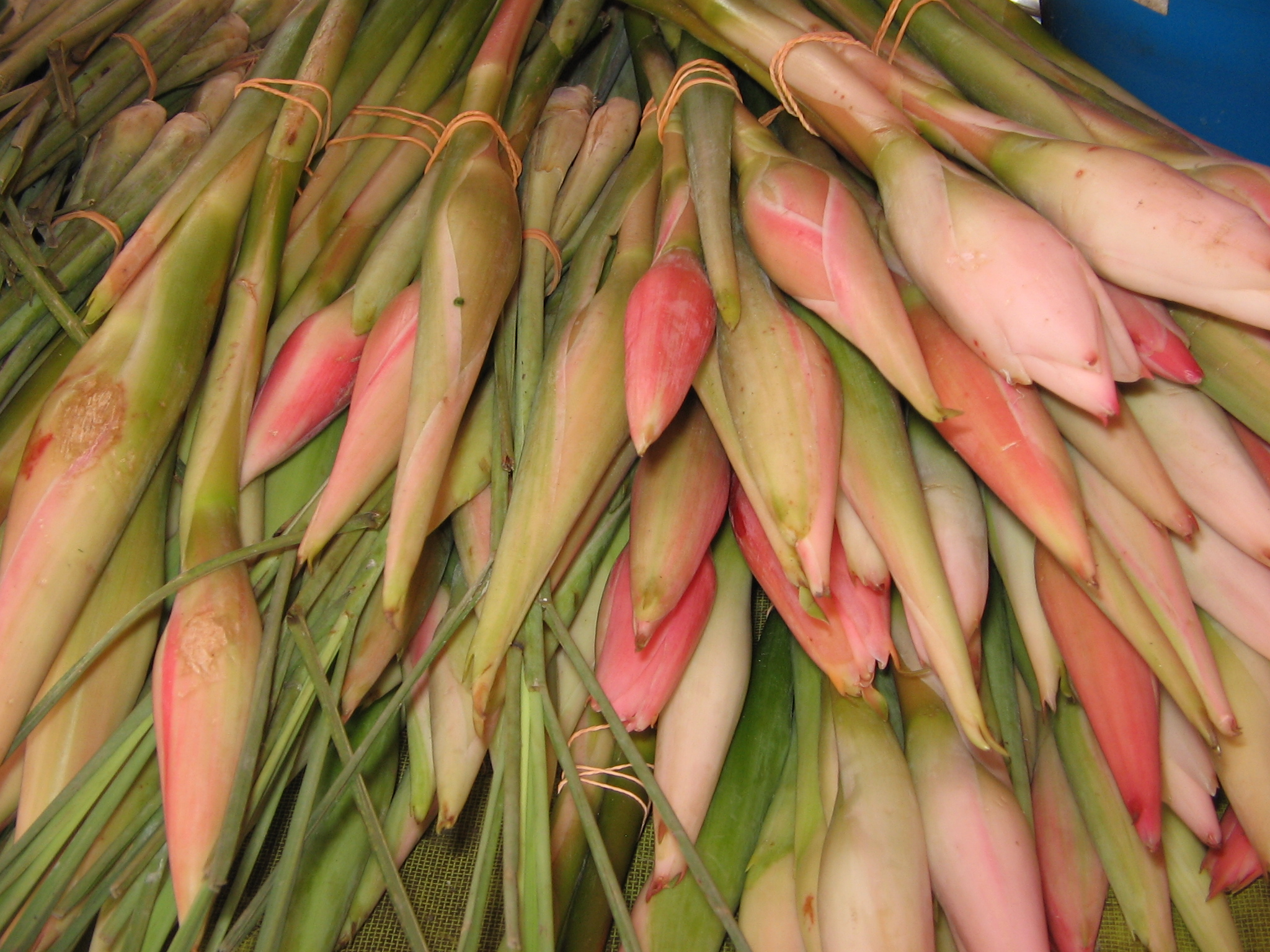
Bunga kantan, boutons floraux de rose de porcelaine.

En Malaisie, la fleur porte le nom de bunga kantan. Les tiges, les inflorescences ainsi que les pédoncules de la fleur (les queues à la base des fleurs) sont utilisés hachés dans des soupes nonya laksa (différents types de soupes avec des nouilles au curry ou du riz).

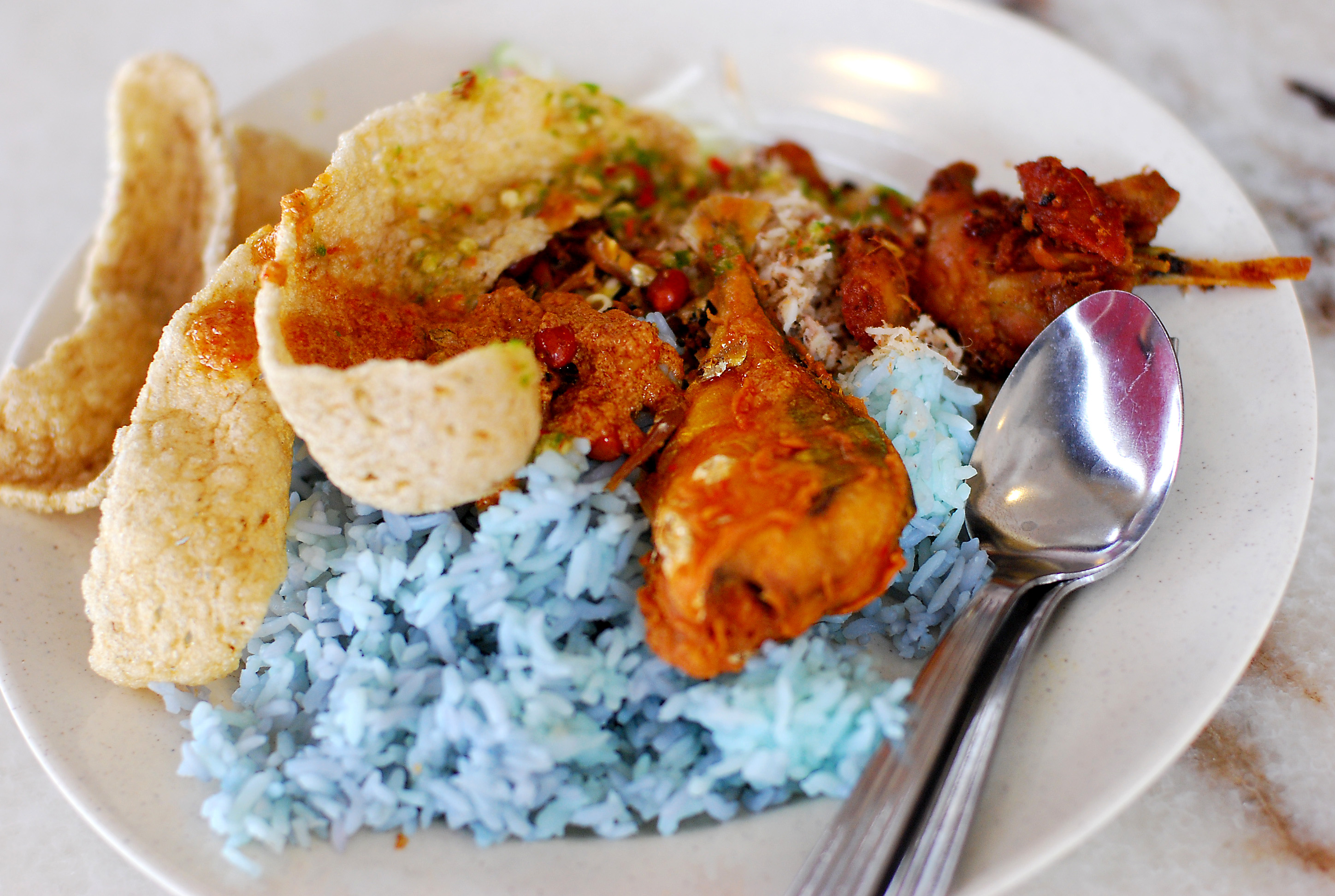
Nasi kerabu, riz bleu coloré avec des fleurs de Clitoria ternatea, servi avec solok lada (piments farcis à la chair de poisson), œufs saumurés, poisson frit, krupuk et poulet mariné.

Le nasi kerabu est un plat de riz malaisien, un type de nasi ulam, dans lequel le riz de couleur bleue est consommé avec du poisson séché ou du poulet frit, des craquelins, des pickles et diverses salades. La couleur bleue du riz provient des pétales des fleurs de Clitoria ternatea (pois papillon bleu, en bahasa bunga telang), qui sont utilisés comme colorant alimentaire naturel pour le cuisiner.
À Bornéo (Sarawak, Malaisie et Kalimantan, Indonésie), la fleur aromatise le poulet pansuh (ou manok pansoh), un plat préparé à partir de poulet cuit dans du bambou dont le bouillon sert de base à la soupe, enrichie de feuilles de manioc.
En bahasa indonésien, elle porte le nom bunga kecombrang ou honje. En Indonésie, la rose de porcelaine est cultivée comme plante alimentaire et comme épice. Les tiges de l’inflorescence sont hachées et utilisées comme condiment dans les currys et les soupes de nouilles de riz à base de poissons. Les jeunes pousses de fleurs sont consommées crues en salade ou finement hachées utilisées comme épice pour aromatiser des plats. Ainsi, dans le nord de Sumatra, sous le nom asam cikala (asam signifie aigre), les boutons floraux sont utilisés dans un plat appelé ikan mas arsik (carpe ou vivaneau agrémenté d'andaliman (poivre indonésien), échalote, ail, gingembre, curcuma frais et piment). Dans la langue indonésienne batak karo, la rose de porcelaine est également connue sous le nom asam cekala. Les boutons floraux, mais plus important encore, les gousses de graines matures, remplies de petites graines noires, sont un ingrédient essentiel de la version karo de la soupe sayur asam (soupe dont les ingrédients communs sont tamarin, arachides, jeunes fruits du jacquier, jeunes feuilles et graines de Gnetum gnemon, bilimbi, chayote, haricots longs, parfois enrichie de bouillon de bœuf et de maïs).
Les Sundanais (populations de l'ouest de l'île indonésienne de Java) extraient du colorant jaune de leurs rhizomes. Les feuilles sont utilisées pour leurs fibres tissées après avoir été séchées et trempées pendant plusieurs jours, le matériau sert de base pour fabriquer des tapis, des tissus et même un papier de très bonne qualité.
À Bali, les gens utilisent la partie blanche de la partie inférieure du tronc pour cuisiner la sauce pimentée appelée sambal bongkot et les boutons de fleurs sont utilisés pour faire de la sauce pimentée appelée sambal kecicang. La sève des pseudo tiges et des frondes tranchées des feuilles de rose de porcelaine sont frottées sur la peau avant un bain, les feuilles froissées produisent une mousse parfumée utilisée comme savon pour le corps et le visage.
En Thaïlande, on prépare une sorte de crème pâtissière nommée sangkaya da hlaa (สังขยา ดาหลา) à base de lait de coco, œufs, sucre de palme, farine de maïs et de manioc, en faisant infuser les fleurs dans le lait de coco. Cette crème au parfum épicé de gingembre sert à farcir des fruits, gâteaux ou entremets, ou encore pour confectionner une crème glacée réalisée sur une plaque en inox très froide et vendue en cuisine de rue. Avec la même technique, on fait également un sorbet en préparant un smoothie avec des pétales, de l'eau, du sucre de palme et du lait de coco.
Aux Antilles françaises et à la Réunion, on prépare des rhums arrangés en faisant infuser des pétales ou des fleurs entières avec du rhum et du sucre.

## Synonymes
Selon World Checklist of Selected Plant Families (WCSP) (26 sept 2011) :
- Alpinia acrostachya Steud., Nomencl. Bot., ed. 2, 1: 62 (1840).
- Alpinia diracodes Loes. in H.G.A.Engler, Nat. Pflanzenfam. ed. 2, 15a: 614 (1930), nom. illeg.
- Alpinia elatior Jack, Malayan Misc. 2(7): 2 (1822).
- Alpinia javanica (Blume) D.Dietr., Syn. Pl. 1: 13 (1839), nom. illeg.
- Alpinia magnifica Roscoe, Monandr. Pl. Scitam.: t. 75 (1828).
- Alpinia speciosa (Blume) D.Dietr., Syn. Pl. 1: 13 (1839).
- Amomum magnificum (Roscoe) Benth. & Hook.f. ex B.D.Jacks., Index Kew. 1: 108 (1893).
- Amomum tridentatum (Kuntze) K.Schum., Bot. Jahrb. Syst. 27: 309 (1899).
- Bojeria magnifica (Roscoe) Raf., Fl. Tellur. 4: 50 (1838).
- Cardamomum magnificum (Roscoe) Kuntze, Revis. Gen. Pl. 2: 687 (1891).
- Cardamomum tridentatum Kuntze, Revis. Gen. Pl. 2: 686 (1891).
- Diracodes javanica Blume, Enum. Pl. Javae 1: 55 (1827).
- Hornstedtia imperialis (Lindl.) Ridl., J. Straits Branch Roy. Asiat. Soc. 32: 148 (1899).
- Nicolaia magnifica (Roscoe) K.Schum. ex Valeton, Bull. Inst. Bot. Buitenzorg 20: 35 (1904).
- Nicolaia elatior (Jack) Horan., Prodr. Monogr. Scitam.: 32 (1852).
- Phaeomeria imperialis Lindl., Intr. Nat. Syst. Bot., ed. 2: 446 (1836), nom. inval.
- Phaeomeria magnifica (Roscoe) K.Schum. in H.G.A.Engler (ed.), Pflanzenr., IV, 46: 262 (1904).

## Galerie

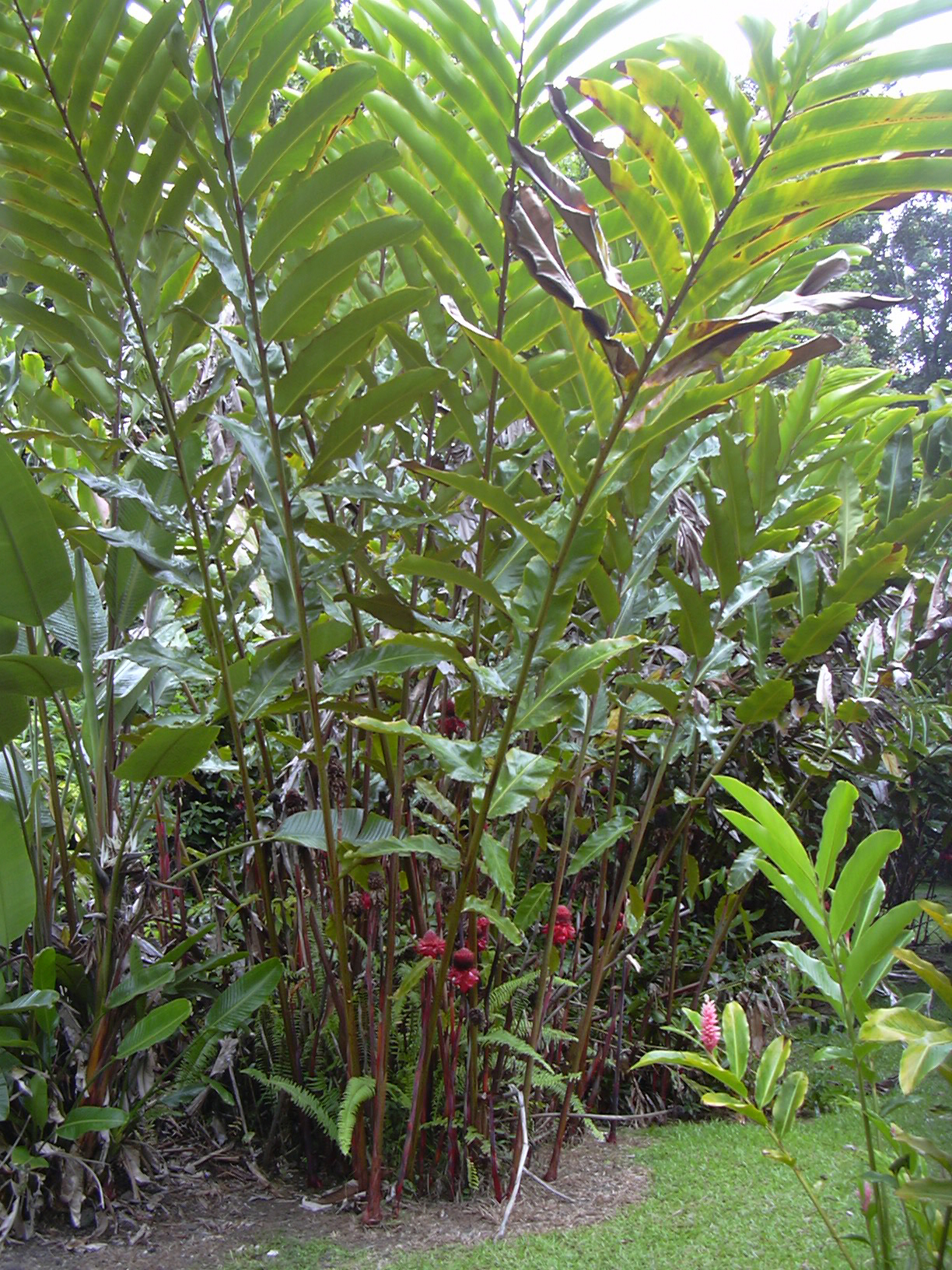
Aspect général
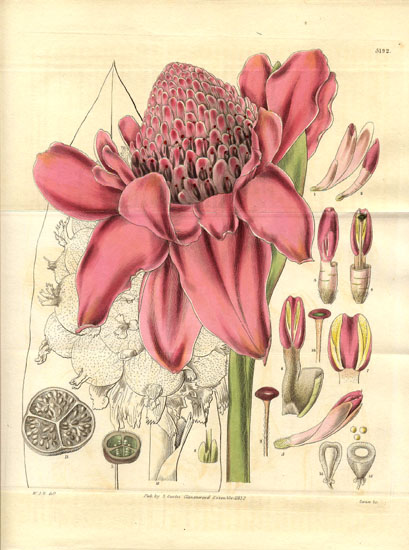
Planche de 1832 dans Curtis’s botanical magazine
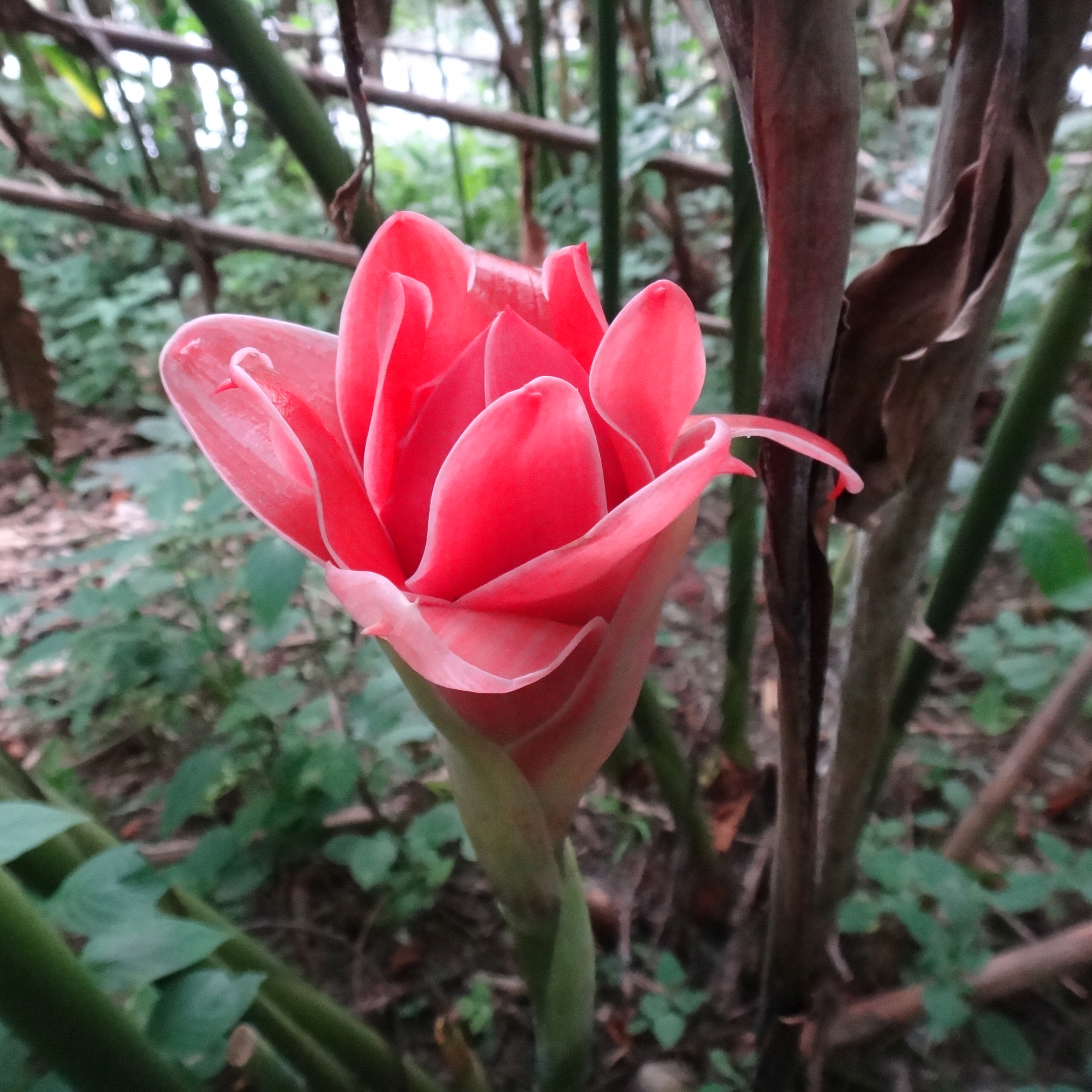
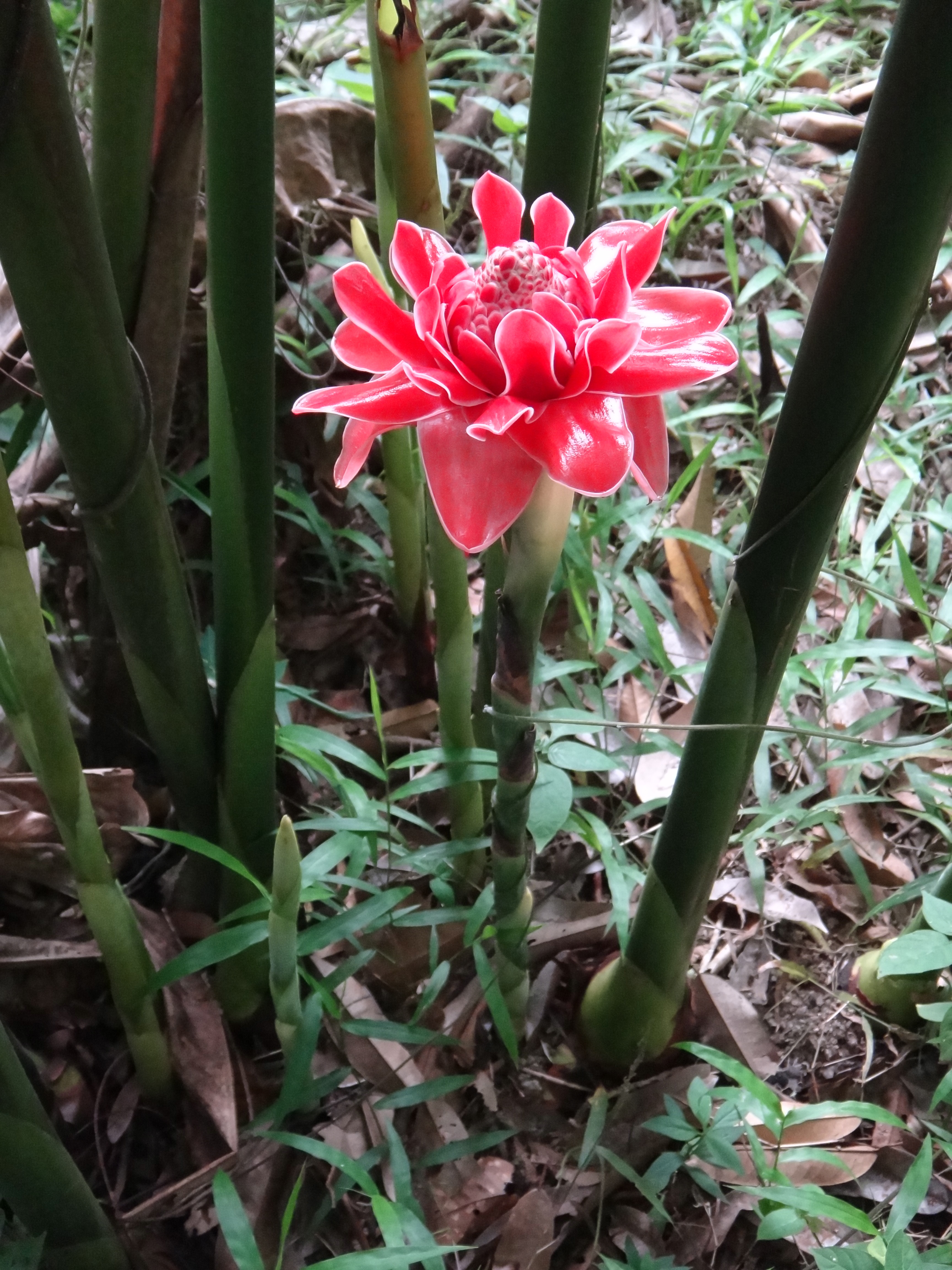
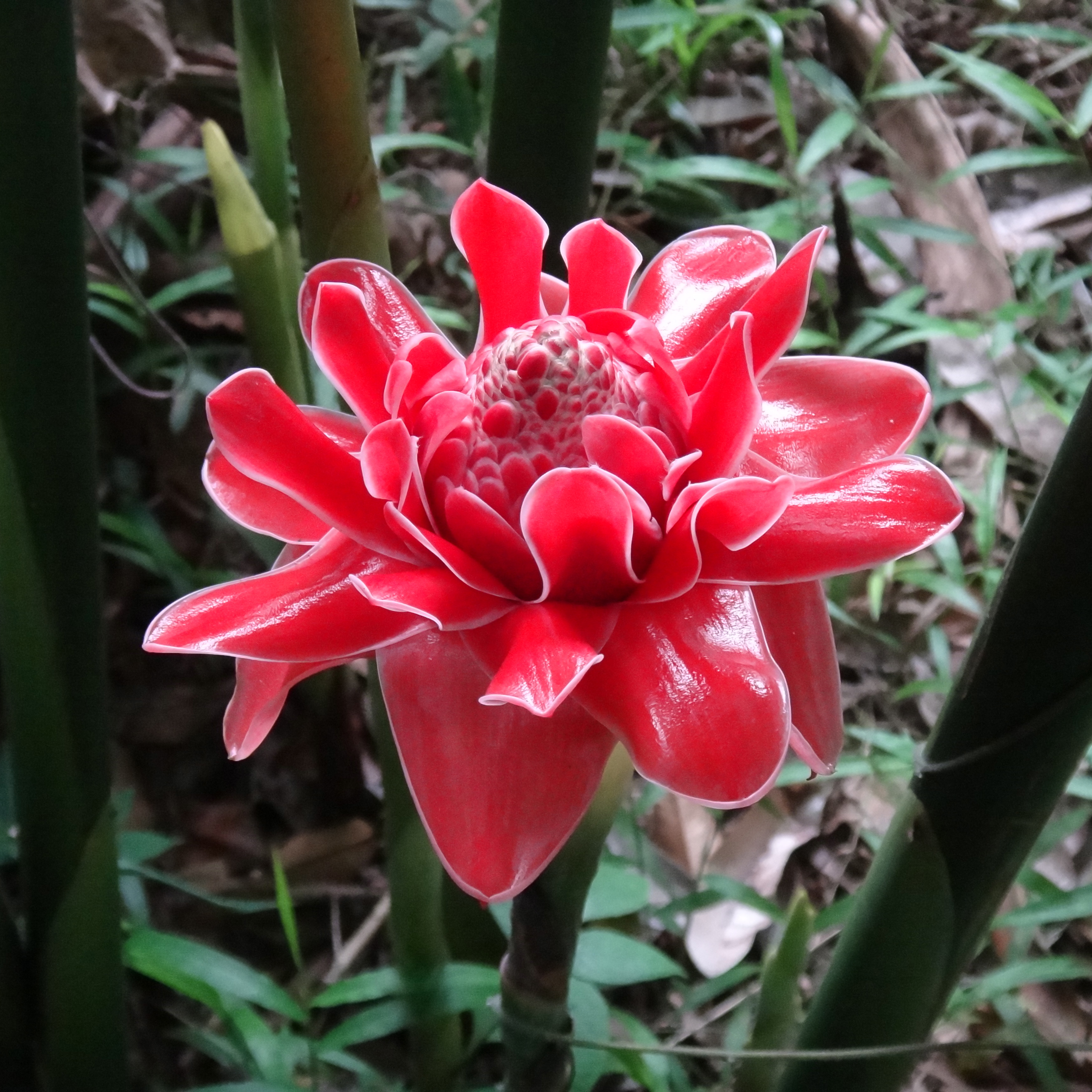
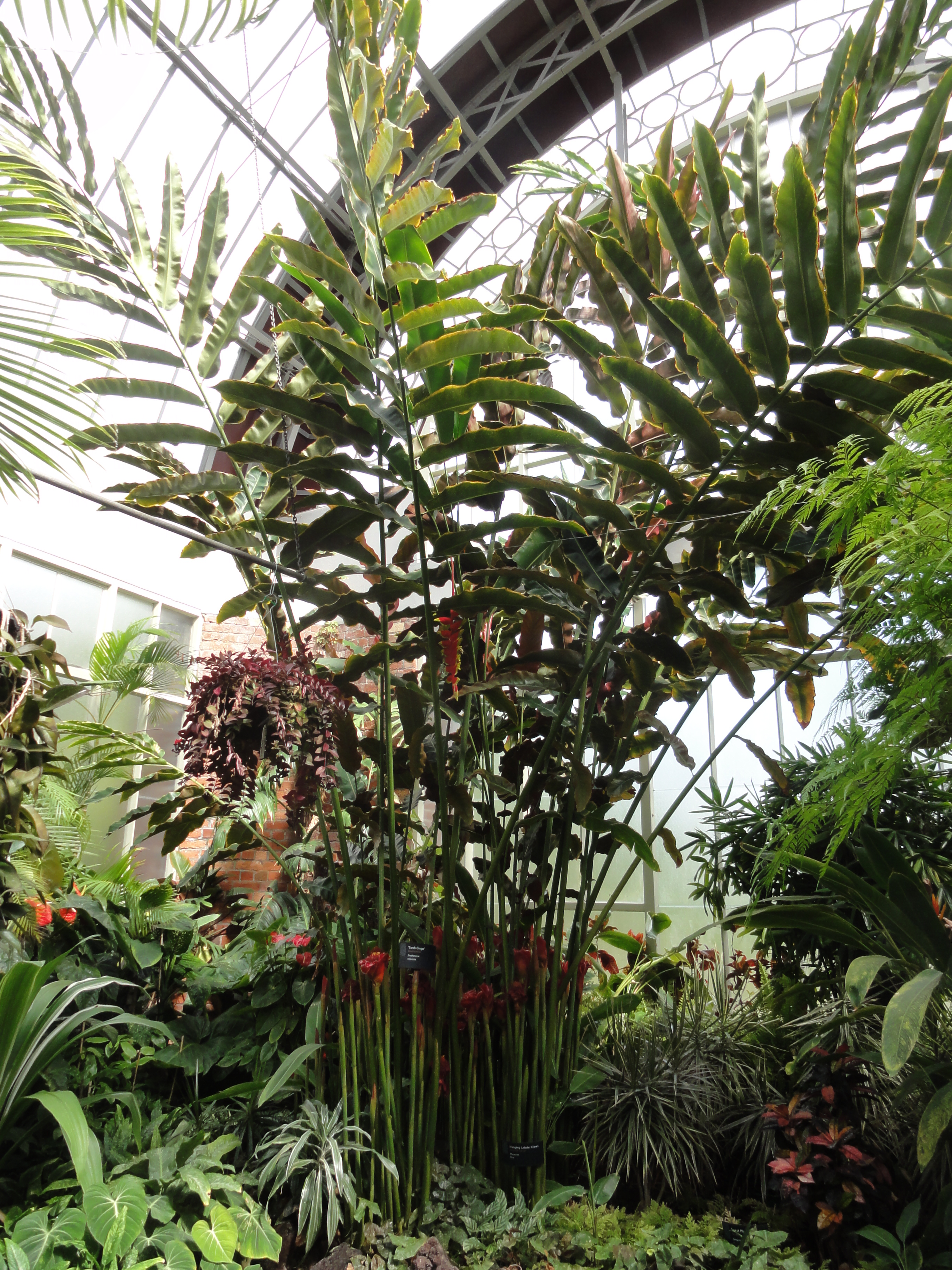
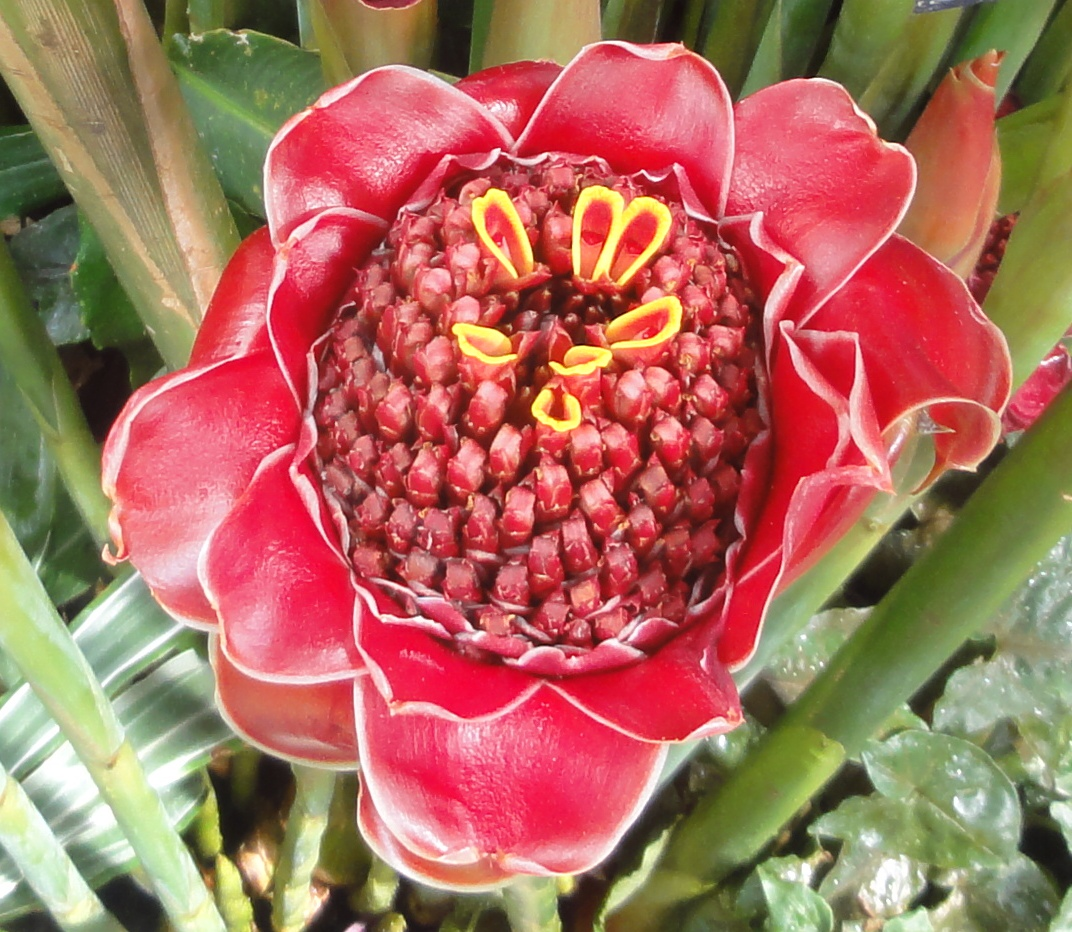
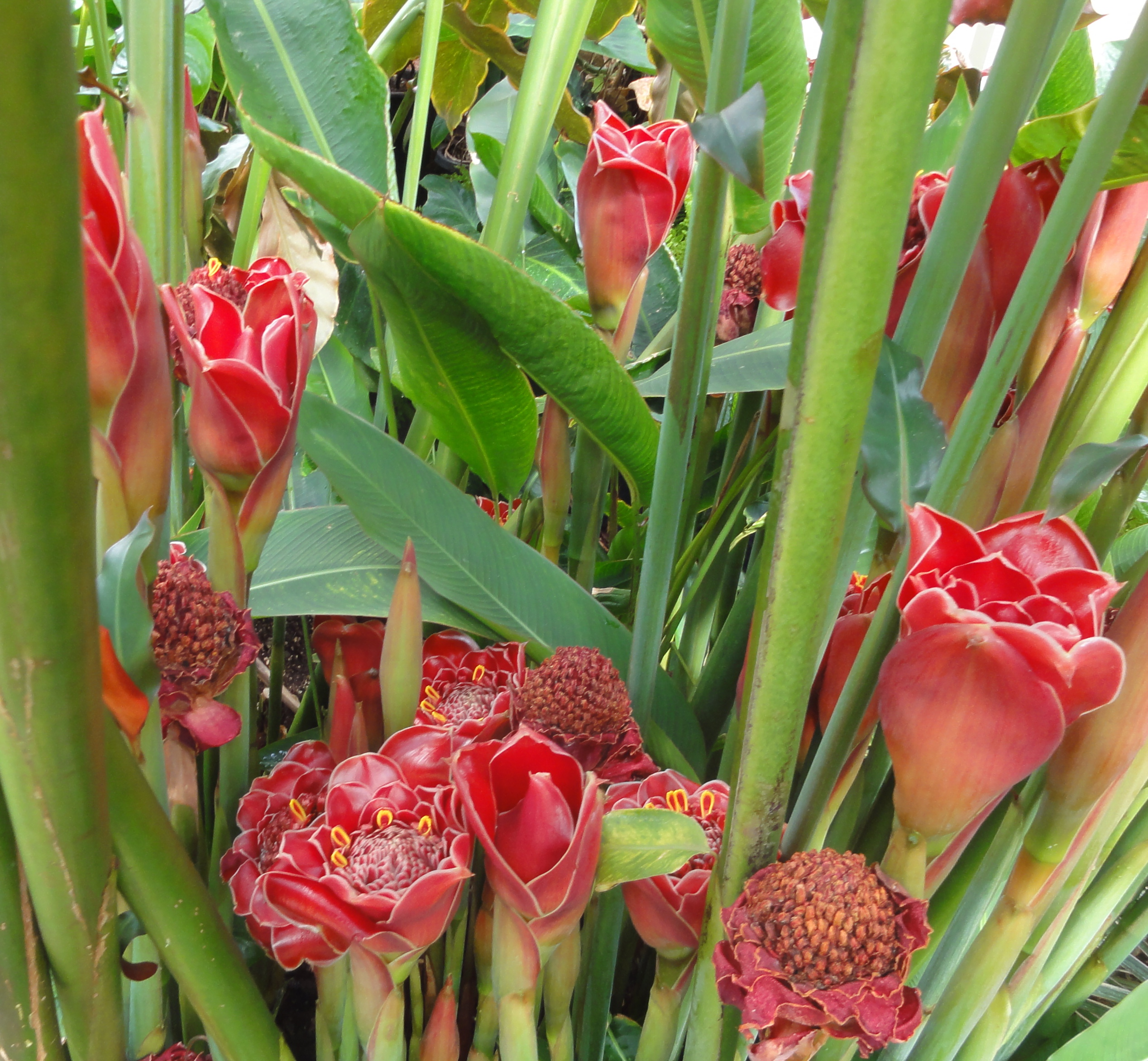
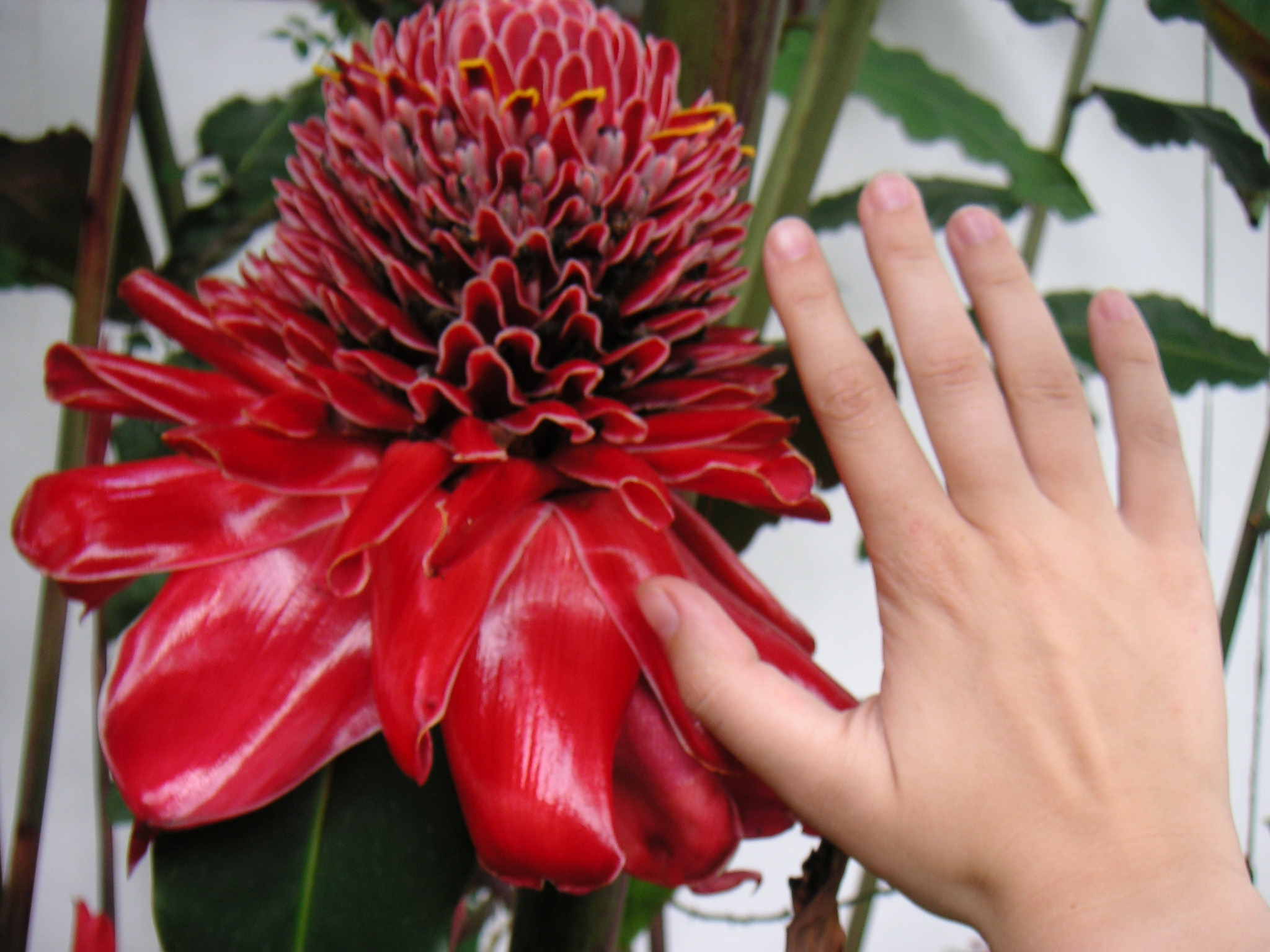
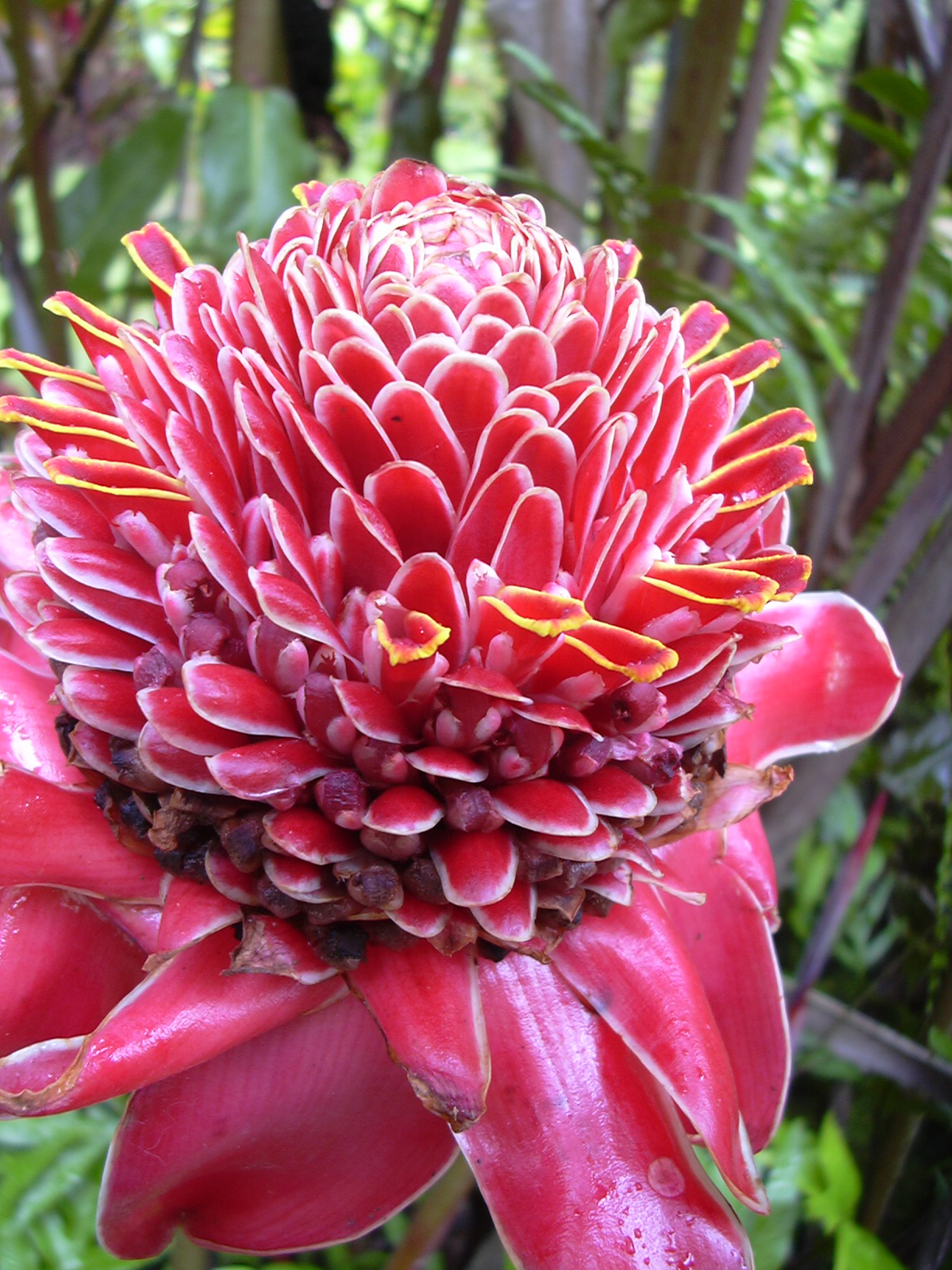
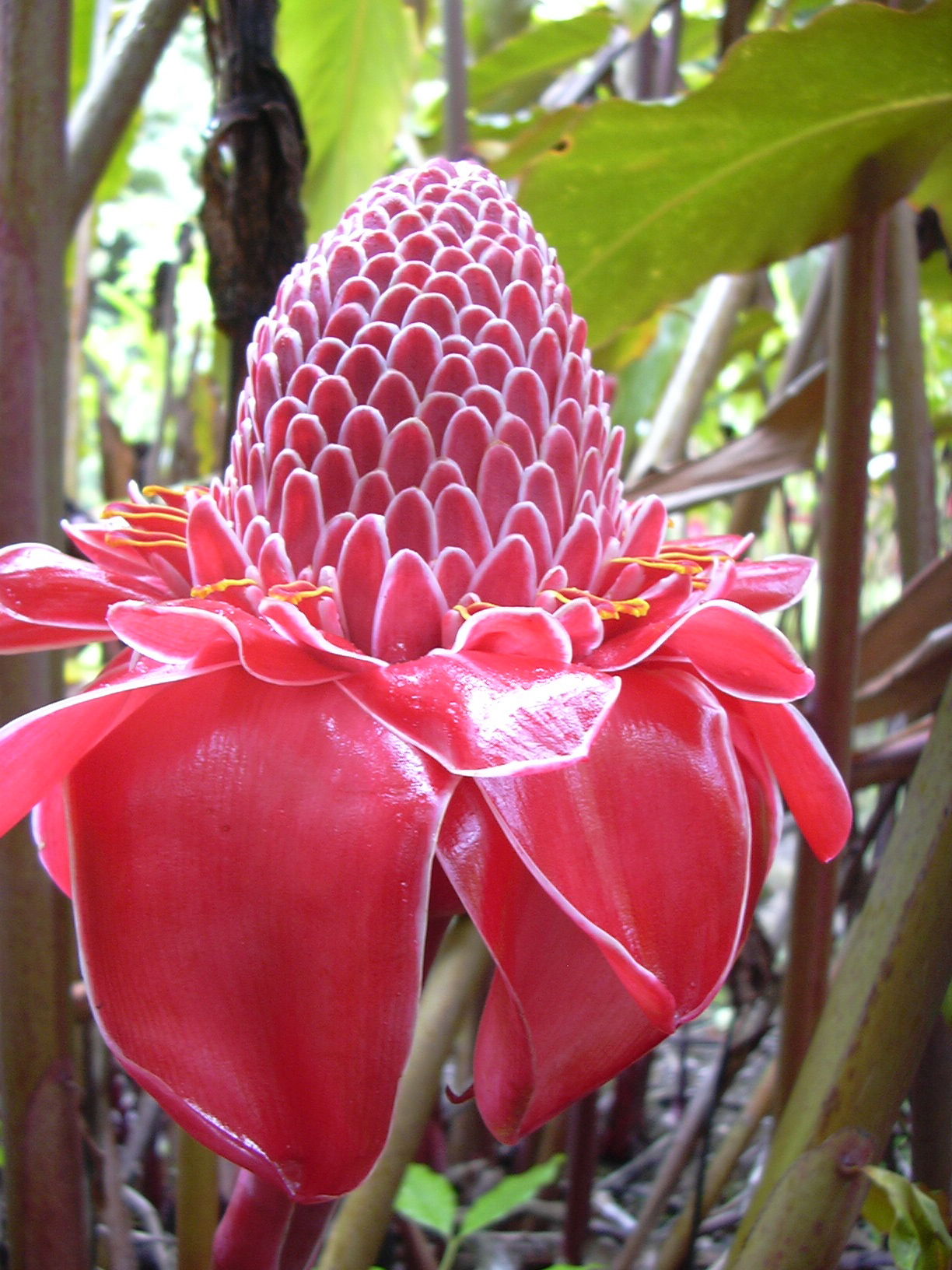